# Maratón de Buenos Aires
El Maratón Internacional de Buenos Aires o 42K de Buenos Aires, denominado en sus primeras ediciones y hasta fines de los años 90 Maratón Adidas de la Argentina, es un maratón de 42 195 metros que se celebra cada año, desde 1984, en Buenos Aires, Argentina, durante la primavera, generalmente entre los meses de septiembre u octubre.
La carrera recorre importantes lugares de la ciudad, tales como la avenida Callao, el Estadio Monumental de River Plate, la Avenida del Libertador, los bosques de Palermo, la Avenida Corrientes, el Obelisco, el barrio de La Boca, Caminito, Puerto Madero, la Plaza de Mayo, la Casa Rosada, la Catedral Metropolitana de Buenos Aires, el Teatro Colón y el centro de la ciudad, entre otros. 
La misma cumple con los reglamentos de la AIMS, asociación de la que forma parte. Desde 2016 posee la certificación otorgada por la World Athletics (ex IAAF), la cual se encuentra a cargo de la certificación de los circuitos, las normas reglamentarias y la implementación de los controles antidopaje. La World Athletics la incluyó en la categoría Bronze dentro del calendario de carreras de calle de esa asociación, en las ediciones de 2018 y 2019 y en la categoría Label desde la edición 2021 en adelante. El maratón también abarcó en varias oportunidades el Campeonato Nacional Argentino (1994, 1995, 1996, 1997, 1999, 2000, 2019 y 2024), el Campeonato Sudamericano de Maratón (2009, 2013, 2018, 2019, 2022 y 2024) y el Campeonato Iberoamericano de Maratón (2010 y 2017).
El evento ha ido en constante crecimiento hasta convertirse en el más convocante de Latinoamérica, con más de 10 mil participantes en cada una de sus últimas siete ediciones y atletas de primer nivel internacional.
Los poseedores de los actuales récords de tiempo del circuito son el keniata Evans Kiplagat Chebet, con 2:05:00 (a un ritmo de 2:58/km) en la categoría masculina, obtenido en la edición de 2019, y la también keniata Rodah Jepkorir Tanui, con 2:24:52 (a 3:27/km) en la categoría femenina, marca obtenida en la edición de 2023.
Las mejores marcas de atletas argentinos corresponden a la ultra veloz edición 2019 y son las de Joaquín Emanuel Arbe en la categoría masculina con un tiempo de 2:11:02 (3:06/km), lo que le otorgó la clasificación directa para los Juegos Olímpicos de Tokio 2020, y a Daiana Alejandra Ocampo en la categoría femenina con un tiempo de 2:34:12 (3:39/km).

## Historia y antecedentes
Los primeros antecedentes de pruebas de “gran fondo” o “maratón” en la ciudad de Buenos Aires datan de principios del siglo XX. La primera competición sobre un recorrido aproximado a los 40 km. tuvo lugar en 1903, entre la zona céntrica y el barrio de Flores, que ganó Claudio Peralta, con un tiempo de 3:02:10. En 1910, con motivo de los festejos del Centenario de la Revolución de Mayo, se realizó un maratón sobre la distancia olímpica (42.195 metros, instituida poco antes) y fue ganada por la gran estrella de aquellos tiempos, el italiano Dorando Pietri.
Con el crecimiento del fenómeno del running en general que se vio a nivel mundial desde fines de la década del 70, surgió la idea de la realización de un maratón propio de la ciudad, con fecha fija en el calendario y acorde al mismo. Impulsada por dos de los mayores corredores de la historia deportiva argentina Osvaldo Suárez y Domingo Amaison, junto a Ángel Coerezza, desde la firma Adidas, en 1984 se celebró la que sería la primera edición del evento. Dicha firma deportiva fue además el principal patrocinador de la carrera hasta la edición de 2015.

## Ediciones anteriores
2006
La 22.ª edición de la Maratón 42k Adidas Buenos Aires se disputó el domingo 6 de octubre, su vencedor fue el brasileño Geovanni de Jesus en la categoría masculina con un tiempo de 2:18:27 y de la argentina Sandra Torres en la categoría femenina, quien con un tiempo de 2:49:04 ganó la carrera por tercera vez.
2007
La 23.ª edición denominada Maratón 42k Adidas Buenos Aires, se disputó el domingo 4 de noviembre, su vencedor fue el colombiano Juan Carlos Cardona en la categoría masculina con un tiempo de 2:16:06 y de la brasileña Sirlene Souza en la categoría femenina, con un tiempo de 2:39:07.
2008
La 24ª edición denominada Maratón 42k Adidas Buenos Aires, se disputó el domingo 12 de octubre, su vencedor fue el marroquí Abdelhakim Fathi en la categoría masculina con un tiempo de 2:22:01 y de la argentina Sandra Torres en la categoría femenina, con un tiempo de 2:48:04, convirtiéndose en la única atleta que ha obtenido 4 victorias en la maratón de Buenos Aires.
2009
En su 25ª edición, la Maratón 42k Adidas Buenos Aires se disputó el domingo 11 de octubre, e incluyó el Campeonato Sudamericano de Maratón. Su vencedor fue el tanzano Mohamed Msenduki Ikoki en la categoría masculina quien con un tiempo de 2:13:55 quebró la marca de la edición de  1994, y de la brasileña Sirlene Souza de Pinho en la categoría femenina, con un tiempo de 2:38:08, quien además se coronó como campeona sudamericana. En la categoría masculina el campeón sudamericano fue el argentino Oscar Cortínez con un tiempo de 2:20:05.
2010
La 26ª edición, denominada Maratón 42k Adidas Buenos Aires, se disputó el domingo 10 de octubre, e incluyó el Campeonato Iberoamericano de Maratón. Su vencedor fue el brasileño Claudir Rodrigues en la categoría masculina con un tiempo de 2:22:01 y de la ecuatoriana Rosa Alva Chacha en la categoría femenina, con un tiempo de 2:37:16. Ambos atletas se coronaron además como campeones iberoamericanos. 
2011
La 27ª edición de la Maratón 42k Adidas Buenos Aires se disputó el 9 de octubre de ese año. Su vencedor fue el keniata Simon Kariuk Njoroke en la categoría masculina, quien con un tiempo de 2:10:24, marcó un nuevo récord de tiempo para la maratón, y de la argentina Andrea Graciano en la categoría femenina, con un tiempo de 2:46:34.
2012
La 28ª edición, denominada Maratón 42k Adidas Buenos Aires, se disputó el domingo 7 de octubre, su vencedor fue el keniata Erik Nzioki en la categoría masculina, registrando un tiempo de 2:12:05 y de la también keniata Lucy Karimy en la categoría femenina, con un tiempo de 2:41:42.
2013
La 29ª edición, en esta oportunidad denominada Maratón 42k Personal Buenos Aires, se disputó el domingo 13 de octubre, e incluyó el Campeonato Sudamericano de Maratón. Su vencedor fue el keniata Julius Karinga en la categoría masculina, registrando un tiempo de 2:11:02 y de la también keniata Lucy Karimy en la categoría femenina, con un tiempo de 2:34:32, marcando un nuevo récord de tiempo en esa categoría. El título de campeones sudamericanos recayó en el brasileño Junior Jovadir Acedo con un tiempo de 2:17:25 y la ecuatoriana Rosa Alva Chacha con un tiempo de 2:42:57. 
2014
En su 30ª edición, la Maratón 42k Adidas Buenos Aires se disputó el domingo 12 de octubre, la victoria fue para Mariano Mastromarino, último argentino en ganar la competición a la fecha en la categoría masculina, con un registro de 2:15:28 y de la keniata Lucy Karimy en la categoría femenina, con un tiempo de 2:38:53. Dicha atleta se convirtió en la primera persona en ganar 3 veces consecutivas la competencia.
2015
La 31.ª edición de la Maratón 42k Adidas Buenos Aires, se disputó el domingo 11 de octubre, su vencedor fue el keniata Jonathan Chesoo en la categoría masculina, registrando un tiempo de 2:12:24 y de la etíope Abeba Gebrene, quien con una marca de 2:30:33, obtuvo el récord de tiempo en la categoría femenina.
2016
En la 32.ª edición, denominada Maratón 42k Grupo Provincia Buenos Aires, se obtuvo la certificación IAAF con la categoría bronce. La competición se disputó el día 10 de octubre de ese año, siendo su vencedor el etíope Siraj Gena Anda en la categoría masculina con un tiempo de 2:20:24, y de la bareiní Lishan Dula Gemgchu en la categoría femenina, con un tiempo de 2:39:14.
2017
La 33.ª edición, denominada simplemente Maratón 42k Buenos Aires, se disputó el domingo 15 de octubre, e incluyó el Campeonato Iberoamericano de Maratón. Su vencedor fue el keniata Barnabas Kiptum en la categoría masculina con un tiempo récord de 2:09:43, siendo el primer atleta en bajar de las 2 horas 10 minutos por primera vez en la historia de la competencia, y de la etíope Amelework Fikadu Bosho en la categoría femenina, con un tiempo de 2:35:26. Los campeones iberoamericanos fueron el brasileño Antonio Wilson Sousa Lima (séptimo en la general pero primero entre los atletas federados) en la categoría masculina con una marca de 2:17:42 y la brasileña Andreia Aparecida Hessel con un tiempo de 2:39:19 en la categoría femenina.
2018
La 34.ª edición, denominada Maratón 42k Buenos Aires, se adelantó al domingo 23 de septiembre, ya que durante octubre se realizan los III Juegos Olímpicos de la Juventud e incluyó el Campeonato Sudamericano de Maratón. Su vencedor fue el keniata Saina Emmanuel Kipkemboi en la categoría masculina con un tiempo récord de 2:05:20, , y de la también keniata Vivian Jerono Kiplagat en la categoría femenina, con un tiempo récord de 2:29:03, siendo la primera atleta mujer en bajar de las 2 horas 30 minutos en la competencia y en territorio argentino. Los campeones sudamericanos fueron el peruano Cristhian Pacheco en la categoría masculina con una marca de 2:11:19 y la ecuatoriana Rosa Alva Chacha con un tiempo de 2:35:29 en la categoría femenina.
2019
La 35ª edición de la Maratón 42k Buenos Aires Banco Ciudadcontó con condiciones meteorológicas excepcionales, con una temperatura de 10 grados, una humedad relativa de 52% y prácticamente sin viento a la hora de largada, sumado a su veloz recorrido, colocó al Maratón de Buenos Aires 2019 entre los Maratones más veloces del mundo de esta temporada, junto con Londres, Dubái, Róterdam, Milán y Tokio.
Las marcas de los dos primeros argentinos Joaquín Arbe y Eulalio Muñoz (2:11:02 y 2:12:21) son las mejores jamás logradas por un argentino en territorio nacional y los ubican 2° y 3° en los rankings nacionales de todos los tiempos, solo por detrás del récord de Antonio Silio (2h09m57s en Hamburgo, Alemania, 1995). En damas, la misma hazaña: Daiana Ocampo y Marcela Gómez (2:34:12 y 3:34:52) consiguieron los mejores tiempos de atletas argentinas corriendo en nuestro suelo, ubicándose segundas y terceras respectivamente en la lista de mejores marcas nacionales históricas, detrás del récord (2h30m32s) que Griselda González obtuvo en Turín, Italia, en 1997.
En este caso, los campeones sudamericanos fueron el paraguayo Derlys Ramón Ayala con 2:10:27 (3:05/km) - nuevo récord para su país - y la argentina Daiana Ocampo cruzando la meta en 2:34:12 (3:39/km).

## La carrera

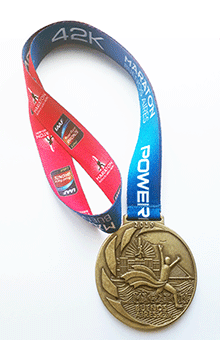
Medalla de finalista del Maratón de Buenos Aires 2019.

Esencialmente es una carrera con un trazado plano, presentando solo algunas pendientes en puntos específicos, empinadas pero de poco desarrollo. Si bien el trazado del circuito ha ido siendo modificado con el tiempo, en los últimos años se ha adoptado un trazado con un mismo punto de partida y llegada. Para las últimas ediciones se adoptó un circuito que resultó de gran aceptación para los participantes, por su trazado mayormente recto, con pocas curvas, volviéndolo rápido.
La carrera comienza en los bosques de Palermo, más precisamente en la intersección de la avenida Figueroa Alcorta con la calle Monroe, frente al Paseo de las Américas, para dirigirse hacia el sur por esa avenida atravesando todo el parque hasta el Monumento a Dorrego, donde dobla por avenida Sarmiento hasta el monumento a los españoles. En ese punto gira a la izquierda por avenida del Libertador atravesando los barrios de Palermo, Recoleta y Retiro, pasando por puntos remarcables como la Biblioteca Nacional, el Museo Nacional de Bellas Artes y la plaza Francia hasta llegar a la Avenida 9 de Julio para tomar por esta última. Aquí se encuentra la primera pendiente ya que se debe subir desde El Bajo a la parte alta de la ciudad. Por la Avenida 9 de Julio se dirige hacia el Sur, hasta llegar al corazón de la ciudad, pasando según el circuito de cada edición por lugares emblemáticos como el Obelisco, el Teatro Colón y la Plaza de Mayo y atravesando avenidas como Corrientes, de Mayo, Diagonal Norte o Diagonal Sur, para luego seguir con rumbo sur hasta el barrio de La Boca y pasar frente a la Bombonera, Caminito y el puente Transbordador Nicolás Avellaneda. Nuevamente retoma hacia el norte por Dársena Sur, para internarse por Puerto Madero y de nuevo el Bajo, dirigiéndose hacia el puerto Nuevo de la ciudad y la Costanera Norte hasta la avenida Sarmiento, donde se encuentra la otra gran pendiente del circuito, al atravesar el túnel de la misma, y luego volver por la avenida Figueroa Alcorta al punto de largada y llegada. 
En la edición de 2018, el circuito tuvo que modificarse por las obras en la zona de El Bajo, sin pasar por Puerto Madero ni Puerto Nuevo, volviendo desde La Boca hacia el norte de la ciudad por la Avenida 9 de Julio y la Autopista Illia, hasta retomar la Costanera Norte. Los kilómetros faltantes se agregaron extendiendo el recorrido por esta última arteria hasta la Ciudad Universitaria y el estadio Monumental, para luego proseguir al punto de llegada en Figueroa Alcorta y Monroe.

## Participación
La inscripción al maratón está abierta a cualquier persona mayor de 18 años sin ningún criterio o estándar de clasificación. Es por eso que la carrera atrae a gran cantidad de corredores amateurs o de rendimiento medio. El único requisito es presentar un apto médico que certifique que el corredor esta en condiciones físicas de afrontar competencias de tal distancia.  

### Grupos de élite
Los corredores que integren los grupos de élite largan primero en el punto de partida, delante de los demás corredores. Estos pueden ser sometidos a controles antidoping y para clasificar a los mismos deben cumplir con ciertos requisitos de rendimiento, agrupándose en dos sectores:
Corredores de élite A  
Se ubican delante de todo en la línea de largada. Son aquellos corredores que tengan una marca de maratón menor a  las 2 horas y 38 minutos de tiempo en el caso de los hombres y menor a 3 horas y 08 minutos en el caso de las mujeres. Dicha marca debe ser no anterior al mes de noviembre previo a la fecha de la carrera y debe estar homologada por la Confederación Argentina de Atletismo (CADA) en el caso de los atletas nacionales o por las federaciones respectivas sus países en el caso de los atletas extranjeros.
Corredores de élite B
Se ubican inmediatamente por detrás de los corredores de élite A en la línea de largada y deben cumplir con los mismos requisitos que estos para calificar. Con la diferencia de que los atletas hombres deben tener al menos una marca desde el mes de noviembre anterior no menor a 2 horas 38 minutos y no mayor a 2 horas 48 minutos, y en el caso de las atletas mujeres no menor a 3 horas 8 minutos y no mayor a 3 horas 18 minutos.

## Palmarés
Vencedores y tiempos registrados en las diferentes ediciones del maratón en categorías generales y especiales.

### Categoría General Masculino
Record actual del circuito      Récords anteriores del circuito
| 42K de Buenos Aires Telecom         | 2024 | Bethwell Biwott Yegon                 | 2:09:04                               |                      |                      |
| 42K de Buenos Aires                 | 2023 | Cornelius Kibet Kiplagat              | 2:08:29                               |                      |                      |
| 42K de Buenos Aires Telecom         | 2022 | Victor Kipchirchir                    | 2:07:05                               |                      |                      |
| 42K de Buenos Aires Telecom         | 2021 | Héctor Garibay                        | 2:11:58                               |                      |                      |
| —                                   | 2020 | Cancelada por la pandemia de COVID-19 | Cancelada por la pandemia de COVID-19 |                      |                      |
| 42K de Buenos Aires Banco Ciudad    | 2019 | Evans Chebet                          | 2:05:00                               |                      |                      |
| 42K Buenos Aires                    | 2018 | Saina Emmanuel Kipkemboi              | 2:05:20                               |                      |                      |
| 42K Buenos Aires                    | 2017 | Barnabas Kiptum                       | 2:09:43                               |                      |                      |
| 42K de Buenos Aires Grupo Provincia | 2016 | Siraj Gena Anda                       | 2:20:24                               |                      |                      |
| 42K Adidas Buenos Aires             | 2015 | Jonathan Chesoo                       | 2:12:24                               |                      |                      |
| 42K Adidas Buenos Aires             | 2014 | Mariano Mastromarino                  | 2:15:28                               |                      |                      |
| 42K Personal Buenos Aires           | 2013 | Julius Karinga                        | 2:11:02                               |                      |                      |
| 42K Adidas Buenos Aires             | 2012 | Erik Nzioki                           | 2:12:05                               |                      |                      |
| 42K Adidas Buenos Aires             | 2011 | Simon Kariuk Njoroke                  | 2:10:24                               |                      |                      |
| 42K Adidas Buenos Aires             | 2010 | Claudir Rodrigues                     | 2:17:31                               |                      |                      |
| 42K Adidas Buenos Aires             | 2009 | Mohamed Msenduki Ikoki                | 2:13:55                               |                      |                      |
| 42K Adidas Buenos Aires             | 2008 | Abdelhakim Fathi                      | 2:22.01                               |                      |                      |
| 42K Adidas Buenos Aires             | 2007 | Juan Carlos Cardona                   | 2:16.06                               |                      |                      |
| 42K Adidas Buenos Aires             | 2006 | Geovanni de Jesus                     | 2:18:27                               |                      |                      |
| 42K Adidas Buenos Aires             | 2005 | Geovanni de Jesus                     | 2:15:53                               |                      |                      |
| 42K Adidas Buenos Aires             | 2004 | Oscar Cortínez                        | 2:21:22                               |                      |                      |
| 42K Adidas Buenos Aires             | 2003 | Oscar Cortínez                        | 2:17:50                               |                      |                      |
| —                                   | 2002 | Carrera no realizada                  | Carrera no realizada                  | Carrera no realizada | Carrera no realizada |
| 42K Adidas Buenos Aires             | 2001 | Paul Rotich                           | 2:25:08                               |                      |                      |
| 42K Adidas Buenos Aires             | 2000 | Néstor García                         | 2:20:14                               |                      |                      |
| 42K Adidas Buenos Aires             | 1999 | Luis Carlos Ramos                     | 2:15:18                               |                      |                      |
| Maratón Adidas de la Argentina      | 1998 | Luis Carlos Ramos                     | 2:20:39                               |                      |                      |
| Maratón Adidas de la Argentina      | 1997 | José Castillo                         | 2:18:35                               |                      |                      |
| Maratón Adidas de la Argentina      | 1996 | Juan Pablo Juárez                     | 2:17:33                               |                      |                      |
| Maratón Adidas de la Argentina      | 1995 | William Musyoki                       | 2:16:59                               |                      |                      |
| Maratón Adidas de la Argentina      | 1994 | Antonio Clair Wathier                 | 2:14:02                               |                      |                      |
| Maratón Adidas de la Argentina      | 1993 | Toribio Gutiérrez                     | 2:19:56                               |                      |                      |
| Maratón Adidas de la Argentina      | 1992 | António Costa                         | 2:18:31                               |                      |                      |
| Maratón Adidas de la Argentina      | 1991 | Toribio Gutiérrez                     | 2:16:25                               |                      |                      |
| Maratón Adidas de la Argentina      | 1990 | Enio de Vargas                        | 2:17:36                               |                      |                      |
| Maratón Adidas de la Argentina      | 1989 | Juan Pablo Juárez                     | 2:16:03                               |                      |                      |
| Maratón Adidas de la Argentina      | 1988 | Valmir de Carvalho                    | 2:16:55                               |                      |                      |
| Maratón Adidas de la Argentina      | 1987 | Jorge Yeber                           | 2:18:28                               |                      |                      |
| Maratón Adidas de la Argentina      | 1986 | Raimundo Manquel                      | 2:21:10                               |                      |                      |
| Maratón Adidas de la Argentina      | 1985 | Rubén Huerga                          | 2:25:20                               |                      |                      |
| Maratón Adidas de la Argentina      | 1984 | Rubén Aguiar                          | 2:21:27                               |                      |                      |

### Categoría General Femenina
Record actual del circuito      Récords anteriores del circuito
| 42K de Buenos Aires Telecom         | 2024 | Yenenesh Tilakun Dinkesa              | 2:27:15                               |                                       |                                       |
| 42K de Buenos Aires                 | 2023 | Rodah Jepkorir Tanui                  | 2:24:52                               |                                       |                                       |
| 42K de Buenos Aires Telecom         | 2022 | Rodah Jepkorir Tanui                  | 2:26:53                               |                                       |                                       |
| 42K de Buenos Aires Telecom         | 2021 | Florencia Borelli                     | 2:32:28                               |                                       |                                       |
| —                                   | 2020 | Cancelada por la pandemia de COVID-19 | Cancelada por la pandemia de COVID-19 | Cancelada por la pandemia de COVID-19 | Cancelada por la pandemia de COVID-19 |
| 42K de Buenos Aires Banco Ciudad    | 2019 | Rodah Jepkorir Tanui                  | 2:25:46                               |                                       |                                       |
| 42K Buenos Aires                    | 2018 | Vivian Jerono Kiplagat                | 2:29:03                               |                                       |                                       |
| 42K Buenos Aires                    | 2017 | Amelework Fikadu Bosho                | 2:35:26                               |                                       |                                       |
| 42K de Buenos Aires Grupo Provincia | 2016 | Lishan Dula Gemgchu                   | 2:39:14                               |                                       |                                       |
| 42K Adidas Buenos Aires             | 2015 | Abeba Gebrene                         | 2:30:33                               |                                       |                                       |
| 42K Adidas Buenos Aires             | 2014 | Lucy Karimy                           | 2:38:53                               |                                       |                                       |
| 42K Personal Buenos Aires           | 2013 | Lucy Karimy                           | 2:34:32                               |                                       |                                       |
| 42K Adidas Buenos Aires             | 2012 | Lucy Karimy                           | 2:41:42                               |                                       |                                       |
| 42K Adidas Buenos Aires             | 2011 | Andrea Graciano                       | 2:46:34                               |                                       |                                       |
| 42K Adidas Buenos Aires             | 2010 | Rosa Alva Chacha                      | 2:37:16                               |                                       |                                       |
| 42K Adidas Buenos Aires             | 2009 | Sirlene de Pinho                      | 2:38:08                               |                                       |                                       |
| 42K Adidas Buenos Aires             | 2008 | Sandra Torres                         | 2:48.04                               |                                       |                                       |
| 42K Adidas Buenos Aires             | 2007 | Sirlene Souza                         | 2:39.07                               |                                       |                                       |
| 42K Adidas Buenos Aires             | 2006 | Sandra Torres                         | 2:49:04                               |                                       |                                       |
| 42K Adidas Buenos Aires             | 2005 | Roxana Preussler                      | 2:49:49                               |                                       |                                       |
| 42K Adidas Buenos Aires             | 2004 | Verónica Páez                         | 2:55:04                               |                                       |                                       |
| 42K Adidas Buenos Aires             | 2003 | Verónica Páez                         | 2:52:04                               |                                       |                                       |
| —                                   | 2002 | Carrera no realizada                  | Carrera no realizada                  | Carrera no realizada                  | Carrera no realizada                  |
| 42K Adidas Buenos Aires             | 2001 | Sandra Torres                         | 2:51:11                               |                                       |                                       |
| 42K Adidas Buenos Aires             | 2000 | Claudia Camargo                       | 2:51:52                               |                                       |                                       |
| 42K Adidas Buenos Aires             | 1999 | Sandra Torres                         | 2:47:36                               |                                       |                                       |
| Maratón Adidas de la Argentina      | 1998 | Nercy da Freitas                      | 2:49:41                               |                                       |                                       |
| Maratón Adidas de la Argentina      | 1997 | Griselda González                     | 2:37:04                               |                                       |                                       |
| Maratón Adidas de la Argentina      | 1996 | Nercy da Freitas                      | 2:45:43                               |                                       |                                       |
| Maratón Adidas de la Argentina      | 1995 | Érika Olivera                         | 2:45:02                               |                                       |                                       |
| Maratón Adidas de la Argentina      | 1994 | Euseli de Assis                       | 2:47:57                               |                                       |                                       |
| Maratón Adidas de la Argentina      | 1993 | Arlete Soares                         | 2:44:58                               |                                       |                                       |
| Maratón Adidas de la Argentina      | 1992 | Nelida Olivet                         | 2:44:31                               |                                       |                                       |
| Maratón Adidas de la Argentina      | 1991 | Ana María Nielsen                     | 2:42:44                               |                                       |                                       |
| Maratón Adidas de la Argentina      | 1990 | Elsa Calderón                         | 2:44:09                               |                                       |                                       |
| Maratón Adidas de la Argentina      | 1989 | Ana María Nielsen                     | 2:43:58                               |                                       |                                       |
| Maratón Adidas de la Argentina      | 1988 | Griselda González                     | 2:42:48                               |                                       |                                       |
| Maratón Adidas de la Argentina      | 1987 | Nercy da Freitas                      | 2:55:02                               |                                       |                                       |
| Maratón Adidas de la Argentina      | 1986 | Angélica de Almeida                   | 2:54:47                               |                                       |                                       |
| Maratón Adidas de la Argentina      | 1985 | Derlis María Fraschina                | 3:59:47                               |                                       |                                       |
| Maratón Adidas de la Argentina      | 1984 | Sin prueba femenina                   | Sin prueba femenina                   |                                       |                                       |

### Categorías especiales
Vencedores y tiempos registrados en las diferentes ediciones del maratón en categorías especiales.  
Referencias:      Record actual del circuito      Récords anteriores del circuito
| \| Año \| Vencedor masculino \| Tiempo (h:m:s) \| Vencedora femenina \| Tiempo (h:m:s) \| \| ---- \| ------------------------------------- \| ------------------------------------- \| ------------------------------------- \| ------------------------------------- \| \| 2008 \| Aníbal Bautista Urbano \| 2:16:11 \| Claudia Isabel González \| 3:40:33 \| \| 2009 \| Alejandro Alberto Maldonado \| 1:53:34 \| Claudia Isabel González \| 2:48:55 \| \| 2010 \| Alejandro Alberto Maldonado \| 1:48:35 \| Claudia Isabel González \| 3:10:30 \| \| 2011 \| Fernando Raúl Castro \| 2:02:48 \| Claudia Isabel González \| 3:24:36 \| \| 2012 \| Fernando Raúl Castro \| 2:09:59 \| Claudia Isabel González \| 3:06:44 \| \| 2013 \| Alejandro Alberto Maldonado \| 1:58:47 \| Claudia Isabel González \| 3:05:17 \| \| 2014 \| Esteban Daniel Roldán \| 2:02:17 \| Claudia Isabel González \| 2:54:28 \| \| 2015 \| Alejandro Alberto Maldonado \| 1:57:07 \| Mara García \| 4:53:19 \| \| 2016 \| \| \| \| \| \| 2017 \| Alan Chocobar \| 2:03:38 \| Norma Miriam Ramos \| 3:39:28 \| \| 2018 \| Emilio Ariel Atamañuk \| 1:43:32 \| Lourdes Johanna Maciel \| 2:39:14 \| \| 2019 \| sin participación \| — \| sin participación \| — \| \| 2020 \| Cancelada por la pandemia de COVID-19 \| Cancelada por la pandemia de COVID-19 \| Cancelada por la pandemia de COVID-19 \| Cancelada por la pandemia de COVID-19 \| \| 2021 \| Gabriel Sosa \| 1:48:25 \| sin participación \| — \| \| 2022 \| Luis Francisco Sanclemente \| 1:48:22 \| Lucía Montenegro \| 2:17:00 \| \| 2023 \| Gabriel Sosa \| 1:53:35 \| Norma Ramos \| 3:55:24 \| \| 2024 \| Gabriel Sosa \| 1:50:37 \| sin participación \| — \| |                                       |                                       |                                       |                                       |
| Año | Vencedor masculino                    | Tiempo (h:m:s)                        | Vencedora femenina                    | Tiempo (h:m:s)                        |
| 2008 | Aníbal Bautista Urbano                | 2:16:11                               | Claudia Isabel González               | 3:40:33                               |
| 2009 | Alejandro Alberto Maldonado           | 1:53:34                               | Claudia Isabel González               | 2:48:55                               |
| 2010 | Alejandro Alberto Maldonado           | 1:48:35                               | Claudia Isabel González               | 3:10:30                               |
| 2011 | Fernando Raúl Castro                  | 2:02:48                               | Claudia Isabel González               | 3:24:36                               |
| 2012 | Fernando Raúl Castro                  | 2:09:59                               | Claudia Isabel González               | 3:06:44                               |
| 2013 | Alejandro Alberto Maldonado           | 1:58:47                               | Claudia Isabel González               | 3:05:17                               |
| 2014 | Esteban Daniel Roldán                 | 2:02:17                               | Claudia Isabel González               | 2:54:28                               |
| 2015 | Alejandro Alberto Maldonado           | 1:57:07                               | Mara García                           | 4:53:19                               |
| 2016 | Bandera de ?                          |                                       | Bandera de ?                          |                                       |
| 2017 | Alan Chocobar                         | 2:03:38                               | Norma Miriam Ramos                    | 3:39:28                               |
| 2018 | Emilio Ariel Atamañuk                 | 1:43:32                               | Lourdes Johanna Maciel                | 2:39:14                               |
| 2019 | sin participación                     | —                                     | sin participación                     | —                                     |
| 2020 | Cancelada por la pandemia de COVID-19 | Cancelada por la pandemia de COVID-19 | Cancelada por la pandemia de COVID-19 | Cancelada por la pandemia de COVID-19 |
| 2021 | Gabriel Sosa                          | 1:48:25                               | sin participación                     | —                                     |
| 2022 | Luis Francisco Sanclemente            | 1:48:22                               | Lucía Montenegro                      | 2:17:00                               |
| 2023 | Gabriel Sosa                          | 1:53:35                               | Norma Ramos                           | 3:55:24                               |
| 2024 | Gabriel Sosa                          | 1:50:37                               | sin participación                     | —                                     |

| \| Año \| Vencedor masculino \| Tiempo (h:m:s) \| Vencedora femenina \| Tiempo (h:m:s) \| \| ---- \| ------------------------------------- \| ------------------------------------- \| ------------------------------------- \| ------------------------------------- \| \| 2018 \| Andrés Biga Vidal \| 1:23:14 \| sin participación \| — \| \| 2019 \| Andrés Biga Vidal \| 1:17:00 \| sin participación \| — \| \| 2020 \| Cancelada por la pandemia de COVID-19 \| Cancelada por la pandemia de COVID-19 \| Cancelada por la pandemia de COVID-19 \| Cancelada por la pandemia de COVID-19 \| \| 2021 \| \| \| \| \| \| 2022 \| Andrés Biga Vidal \| 1:11:36 \| sin participación \| — \| \| 2023 \| \| \| \| \| \| 2024 \| sin participación \| — \| sin participación \| — \| |                                       |                                       |                                       |                                       |
| Año | Vencedor masculino                    | Tiempo (h:m:s)                        | Vencedora femenina                    | Tiempo (h:m:s)                        |
| 2018 | Andrés Biga Vidal                     | 1:23:14                               | sin participación                     | —                                     |
| 2019 | Andrés Biga Vidal                     | 1:17:00                               | sin participación                     | —                                     |
| 2020 | Cancelada por la pandemia de COVID-19 | Cancelada por la pandemia de COVID-19 | Cancelada por la pandemia de COVID-19 | Cancelada por la pandemia de COVID-19 |
| 2021 | Bandera de ?                          |                                       | Bandera de ?                          |                                       |
| 2022 | Andrés Biga Vidal                     | 1:11:36                               | sin participación                     | —                                     |
| 2023 | Bandera de ?                          |                                       | Bandera de ?                          |                                       |
| 2024 | sin participación                     | —                                     | sin participación                     | —                                     |

| \| Año \| Vencedor masculino \| Tiempo (h:m:s) \| Vencedora femenina \| Tiempo (h:m:s) \| \| ---- \| ------------------------------------- \| ------------------------------------- \| ------------------------------------- \| ------------------------------------- \| \| 2008 \| José Luis Urteaga \| 3:16:24 \| sin participación \| — \| \| 2009 \| José Luis Urteaga \| 3:16:48 \| sin participación \| — \| \| 2010 \| José Luis Urteaga \| 3:24:20 \| Isabel Lina Da Silva \| 5:47:38 \| \| 2011 \| José Luis Urteaga \| 3:17:52 \| María José Macharelli \| 4:43:50 \| \| 2012 \| Francisco Sobarzo \| 2:53:43 \| María José Macharelli \| 5:28:10 \| \| 2013 \| Martín Ariel Kremenchuzky \| 3:29:24 \| sin participación \| — \| \| 2014 \| José Luis Urteaga \| 3:30:21 \| sin participación \| — \| \| 2015 \| Martín Ariel Kremenchuzky \| 3:28:43 \| María Eugenia Cuniolo \| 4:34:15 \| \| 2016 \| \| \| \| \| \| 2017 \| Fernando Sosa \| 4:22:39 \| sin participación \| — \| \| 2018 \| Miguel Hernán Pereyra \| 3:57:54 \| sin participación \| — \| \| 2019 \| José Luis Santero \| 2:54:27 \| Edilene Teixeira Boaventura \| 3:10:16 \| \| 2020 \| Cancelada por la pandemia de COVID-19 \| Cancelada por la pandemia de COVID-19 \| Cancelada por la pandemia de COVID-19 \| Cancelada por la pandemia de COVID-19 \| \| 2021 \| Carlos Vicente \| 4:15:52 \| sin participación \| — \| \| 2022 \| Marcelo Sarmiento \| 4:05:44 \| Edilene Teixeira Boaventura \| 3:34:24 \| \| 2023 \| Walter Alvarez \| 3:33:20 \| sin participación \| - \| \| 2024 \| Miguel Hernán Pereyra \| 3:24:45 \| sin participación \| - \| |                                       |                                       |                                       |                                       |
| Año | Vencedor masculino                    | Tiempo (h:m:s)                        | Vencedora femenina                    | Tiempo (h:m:s)                        |
| 2008 | José Luis Urteaga                     | 3:16:24                               | sin participación                     | —                                     |
| 2009 | José Luis Urteaga                     | 3:16:48                               | sin participación                     | —                                     |
| 2010 | José Luis Urteaga                     | 3:24:20                               | Isabel Lina Da Silva                  | 5:47:38                               |
| 2011 | José Luis Urteaga                     | 3:17:52                               | María José Macharelli                 | 4:43:50                               |
| 2012 | Francisco Sobarzo                     | 2:53:43                               | María José Macharelli                 | 5:28:10                               |
| 2013 | Martín Ariel Kremenchuzky             | 3:29:24                               | sin participación                     | —                                     |
| 2014 | José Luis Urteaga                     | 3:30:21                               | sin participación                     | —                                     |
| 2015 | Martín Ariel Kremenchuzky             | 3:28:43                               | María Eugenia Cuniolo                 | 4:34:15                               |
| 2016 | Bandera de ?                          |                                       | Bandera de ?                          |                                       |
| 2017 | Fernando Sosa                         | 4:22:39                               | sin participación                     | —                                     |
| 2018 | Miguel Hernán Pereyra                 | 3:57:54                               | sin participación                     | —                                     |
| 2019 | José Luis Santero                     | 2:54:27                               | Edilene Teixeira Boaventura           | 3:10:16                               |
| 2020 | Cancelada por la pandemia de COVID-19 | Cancelada por la pandemia de COVID-19 | Cancelada por la pandemia de COVID-19 | Cancelada por la pandemia de COVID-19 |
| 2021 | Carlos Vicente                        | 4:15:52                               | sin participación                     | —                                     |
| 2022 | Marcelo Sarmiento                     | 4:05:44                               | Edilene Teixeira Boaventura           | 3:34:24                               |
| 2023 | Walter Alvarez                        | 3:33:20                               | sin participación                     | -                                     |
| 2024 | Miguel Hernán Pereyra                 | 3:24:45                               | sin participación                     | -                                     |

| \| Año \| Vencedor masculino \| Tiempo (h:m:s) \| Vencedora femenina \| Tiempo (h:m:s) \| \| ---- \| ------------------------------------- \| ------------------------------------- \| ------------------------------------- \| ------------------------------------- \| \| 2008 \| Gustavo Verna \| 3:12:54 \| sin participación \| — \| \| 2009 \| Alejandro Oscar Zaibac \| 2:46:05 \| sin participación \| — \| \| 2010 \| José Luis Santero \| 2:37:44 \| Margarita Raquél Alcaraz \| 5:26:00 \| \| 2011 \| José Luis Santero \| 2:56:50 \| Margarita Raquél Alcaraz \| 5:31:16 \| \| 2012 \| Alejandro Oscar Zaibac \| 2:59:26 \| sin participación \| — \| \| 2013 \| Jean Carlos Subero \| 3:09:06 \| María Guadalupe Olivetto \| 3:59:19 \| \| 2014 \| José Luis Santero \| 2:45:02 \| sin participación \| — \| \| 2015 \| Jean Carlos Subero \| 2:52:18 \| María Lorena Cumin \| 4:30:39 \| \| 2016 \| Alejandro Oscar Zaibac \| 3:16:20 \| \| \| \| 2017 \| Alejandro Oscar Zaibac \| 3:12:35 \| Analía Romero \| 3:41:05 \| \| 2018 \| Enrico Rodrigues \| 4:12:10 \| María Leuda \| 3:51:52 \| \| 2019 \| Víctor Auza \| 3:20:55 \| Edneusa De Jesus Santos \| 3:00:48 \| \| 2020 \| Cancelada por la pandemia de COVID-19 \| Cancelada por la pandemia de COVID-19 \| Cancelada por la pandemia de COVID-19 \| Cancelada por la pandemia de COVID-19 \| \| 2021 \| Alejandro Oscar Zaibac \| 3:20:55 \| sin participación \| — \| \| 2022 \| Alejandro Oscar Zaibac \| 3:19:39 \| Edneusa De Jesus Santos \| 3:32:44 \| \| 2023 \| Alejandro Oscar Zaibac \| 3:17:14 \| Edneusa de Jesus Santos \| 3:05:04 \| \| 2024 \| Alejandro Oscar Zaibac \| 3:28:28 \| sin participación \| — \| |                                       |                                       |                                       |                                       |
| Año | Vencedor masculino                    | Tiempo (h:m:s)                        | Vencedora femenina                    | Tiempo (h:m:s)                        |
| 2008 | Gustavo Verna                         | 3:12:54                               | sin participación                     | —                                     |
| 2009 | Alejandro Oscar Zaibac                | 2:46:05                               | sin participación                     | —                                     |
| 2010 | José Luis Santero                     | 2:37:44                               | Margarita Raquél Alcaraz              | 5:26:00                               |
| 2011 | José Luis Santero                     | 2:56:50                               | Margarita Raquél Alcaraz              | 5:31:16                               |
| 2012 | Alejandro Oscar Zaibac                | 2:59:26                               | sin participación                     | —                                     |
| 2013 | Jean Carlos Subero                    | 3:09:06                               | María Guadalupe Olivetto              | 3:59:19                               |
| 2014 | José Luis Santero                     | 2:45:02                               | sin participación                     | —                                     |
| 2015 | Jean Carlos Subero                    | 2:52:18                               | María Lorena Cumin                    | 4:30:39                               |
| 2016 | Alejandro Oscar Zaibac                | 3:16:20                               | Bandera de ?                          |                                       |
| 2017 | Alejandro Oscar Zaibac                | 3:12:35                               | Analía Romero                         | 3:41:05                               |
| 2018 | Enrico Rodrigues                      | 4:12:10                               | María Leuda                           | 3:51:52                               |
| 2019 | Víctor Auza                           | 3:20:55                               | Edneusa De Jesus Santos               | 3:00:48                               |
| 2020 | Cancelada por la pandemia de COVID-19 | Cancelada por la pandemia de COVID-19 | Cancelada por la pandemia de COVID-19 | Cancelada por la pandemia de COVID-19 |
| 2021 | Alejandro Oscar Zaibac                | 3:20:55                               | sin participación                     | —                                     |
| 2022 | Alejandro Oscar Zaibac                | 3:19:39                               | Edneusa De Jesus Santos               | 3:32:44                               |
| 2023 | Alejandro Oscar Zaibac                | 3:17:14                               | Edneusa de Jesus Santos               | 3:05:04                               |
| 2024 | Alejandro Oscar Zaibac                | 3:28:28                               | sin participación                     | —                                     |

| \| Año \| Vencedor masculino \| Tiempo (h:m:s) \| Vencedora femenina \| Tiempo (h:m:s) \| \| ---- \| -------------------- \| -------------- \| --------------------- \| -------------- \| \| 2011 \| Manuel Alberto Varak \| 3:09:52 \| sin participación \| - \| \| 2012 \| Manuel Alberto Varak \| 3:07:11 \| Verónica Cortés \| 4:03:48 \| \| 2013 \| Manuel Alberto Varak \| 3:34:13 \| Cecilia Gualberto \| 3:30:38 \| \| 2017 \| Daniel López \| 3:22:03 \| Catalina Rosales \| 4:17:34 \| \| 2022 \| Rodrigo Cádiz \| 3:46:13 \| Marcela Inés Geimetti \| 5:56:25 \| \| 2023 \| Edgardo Verde \| 2:59:03 \| Tatiana Lucila Melón \| 4:23:57 \| |                      |                |                       |                |
| Año | Vencedor masculino   | Tiempo (h:m:s) | Vencedora femenina    | Tiempo (h:m:s) |
| 2011 | Manuel Alberto Varak | 3:09:52        | sin participación     | -              |
| 2012 | Manuel Alberto Varak | 3:07:11        | Verónica Cortés       | 4:03:48        |
| 2013 | Manuel Alberto Varak | 3:34:13        | Cecilia Gualberto     | 3:30:38        |
| 2017 | Daniel López         | 3:22:03        | Catalina Rosales      | 4:17:34        |
| 2022 | Rodrigo Cádiz        | 3:46:13        | Marcela Inés Geimetti | 5:56:25        |
| 2023 | Edgardo Verde        | 2:59:03        | Tatiana Lucila Melón  | 4:23:57        |

| \| Año \| Vencedor masculino \| Tiempo (h:m:s) \| Vencedora femenina \| Tiempo (h:m:s) \| \| ---- \| ------------------------ \| -------------- \| ------------------ \| -------------- \| \| 2022 \| Nicolás Arballo \| 2:48:29 \| sin participación \| - \| \| 2023 \| Hernán Cruz Merlo Ocampo \| 4:29:37' \| sin participación \| - \| |                          |                |                    |                |
| Año | Vencedor masculino       | Tiempo (h:m:s) | Vencedora femenina | Tiempo (h:m:s) |
| 2022 | Nicolás Arballo          | 2:48:29        | sin participación  | -              |
| 2023 | Hernán Cruz Merlo Ocampo | 4:29:37'       | sin participación  | -              |

## Campeonatos de maratón
El maratón de Buenos Aires ha sido sede en varias oportunidades de diferentes ediciones del Campeonato Nacional de Maratón, del Campeonato Sudamericano de Maratón y del Campeonato Iberoamericano de Maratón. 
| \| Año \| Puesto \| Vencedor \| Tiempo \| Puesto \| Vencedora \| Tiempo \| \| ---- \| ----------------------------------- \| ------------------------- \| ------- \| ----------------------------------- \| ---------------------- \| ------- \| \| 1994 \| Medalla de oro, Juegos Olímpicos \| Toribio Gutiérrez \| 2:15:01 \| Medalla de oro, Juegos Olímpicos \| Nélida Olivet \| 2:48:13 \| \| 1995 \| Medalla de oro, Juegos Olímpicos \| Carlos Edgar Barría \| 2:20:40 \| Medalla de oro, Juegos Olímpicos \| María Teresa Aguerre \| 2:54:30 \| \| 1996 \| Medalla de oro, Juegos Olímpicos \| Juan Pablo Juárez \| 2:17:33 \| Medalla de oro, Juegos Olímpicos \| María Inés Rodríguez \| 2:46:51 \| \| 1997 \| Medalla de oro, Juegos Olímpicos \| Toribio Gutiérrez \| 2:19:07 \| Medalla de oro, Juegos Olímpicos \| Griselda González \| 2:44:47 \| \| 2019 \| Medalla de oro, Juegos Olímpicos \| Joaquín Arbe \| 2:11:02 \| Medalla de oro, Juegos Olímpicos \| Daiana Ocampo \| 2:34:14 \| \| 2019 \| Medalla de plata, Juegos Olímpicos \| Eulalio Muñoz \| 2:12:23 \| Medalla de plata, Juegos Olímpicos \| Marcela Gómez \| 2:34:55 \| \| 2019 \| Medalla de bronce, Juegos Olímpicos \| Martín Méndez \| 2:16:46 \| Medalla de bronce, Juegos Olímpicos \| Mariela Ortiz \| 2:46:16 \| \| 2024 \| Medalla de oro, Juegos Olímpicos \| Ignacio Francisco Erario \| 2:18:01 \| Medalla de oro, Juegos Olímpicos \| María Luján Urrutia \| 2:40:30 \| \| 2024 \| Medalla de plata, Juegos Olímpicos \| David Prudencio Rodríguez \| 2:18:32 \| Medalla de plata, Juegos Olímpicos \| Chiara Milena Mainetti \| 2:42:10 \| \| 2024 \| Medalla de bronce, Juegos Olímpicos \| Miguel Héctor Maza \| 2:19:15 \| Medalla de bronce, Juegos Olímpicos \| Mariela Ortiz \| 2:45:55 \| |                                     |                           |         |                                     |                        |         |
| Año | Puesto                              | Vencedor                  | Tiempo  | Puesto                              | Vencedora              | Tiempo  |
| 1994 | Medalla de oro, Juegos Olímpicos    | Toribio Gutiérrez         | 2:15:01 | Medalla de oro, Juegos Olímpicos    | Nélida Olivet          | 2:48:13 |
| 1995 | Medalla de oro, Juegos Olímpicos    | Carlos Edgar Barría       | 2:20:40 | Medalla de oro, Juegos Olímpicos    | María Teresa Aguerre   | 2:54:30 |
| 1996 | Medalla de oro, Juegos Olímpicos    | Juan Pablo Juárez         | 2:17:33 | Medalla de oro, Juegos Olímpicos    | María Inés Rodríguez   | 2:46:51 |
| 1997 | Medalla de oro, Juegos Olímpicos    | Toribio Gutiérrez         | 2:19:07 | Medalla de oro, Juegos Olímpicos    | Griselda González      | 2:44:47 |
| 2019 | Medalla de oro, Juegos Olímpicos    | Joaquín Arbe              | 2:11:02 | Medalla de oro, Juegos Olímpicos    | Daiana Ocampo          | 2:34:14 |
| 2019 | Medalla de plata, Juegos Olímpicos  | Eulalio Muñoz             | 2:12:23 | Medalla de plata, Juegos Olímpicos  | Marcela Gómez          | 2:34:55 |
| 2019 | Medalla de bronce, Juegos Olímpicos | Martín Méndez             | 2:16:46 | Medalla de bronce, Juegos Olímpicos | Mariela Ortiz          | 2:46:16 |
| 2024 | Medalla de oro, Juegos Olímpicos    | Ignacio Francisco Erario  | 2:18:01 | Medalla de oro, Juegos Olímpicos    | María Luján Urrutia    | 2:40:30 |
| 2024 | Medalla de plata, Juegos Olímpicos  | David Prudencio Rodríguez | 2:18:32 | Medalla de plata, Juegos Olímpicos  | Chiara Milena Mainetti | 2:42:10 |
| 2024 | Medalla de bronce, Juegos Olímpicos | Miguel Héctor Maza        | 2:19:15 | Medalla de bronce, Juegos Olímpicos | Mariela Ortiz          | 2:45:55 |

| \| Año \| Puesto \| Vencedor \| Tiempo \| Puesto \| Vencedora \| Tiempo \| \| ---- \| ----------------------------------- \| --------------------------- \| ------- \| ----------------------------------- \| ---------------------- \| ------- \| \| 2009 \| Medalla de oro, Juegos Olímpicos \| Marco Antônio Pereira \| 2:17:56 \| Medalla de oro, Juegos Olímpicos \| Sirlene Sousa de Pinho \| 2:38:08 \| \| 2009 \| Medalla de plata, Juegos Olímpicos \| Oscar Cortínez \| 2:20:06 \| Medalla de plata, Juegos Olímpicos \| Natalia Romero \| 2:44:31 \| \| 2009 \| Medalla de bronce, Juegos Olímpicos \| José Ramón Romero \| 2:23:23 \| Medalla de bronce, Juegos Olímpicos \| Andrea Graciano \| 2:46:00 \| \| 2013 \| Medalla de oro, Juegos Olímpicos \| Eliezer de Jesus Santos \| 2:19:04 \| Medalla de oro, Juegos Olímpicos \| Rosa Alva Chacha \| 2:42:57 \| \| 2013 \| Medalla de plata, Juegos Olímpicos \| Darío Rios \| 2:20:56 \| Medalla de plata, Juegos Olímpicos \| Karina Neipán \| 2:46:47 \| \| 2013 \| Medalla de bronce, Juegos Olímpicos \| Osvaldo Barreto \| 2:32:26 \| Medalla de bronce, Juegos Olímpicos \| Laura Bazallo \| 2:49:53 \| \| 2018 \| Medalla de oro, Juegos Olímpicos \| Cristhian Pacheco \| 2:11:19 \| Medalla de oro, Juegos Olímpicos \| Rosa Alva Chacha \| 2:35:29 \| \| 2018 \| Medalla de plata, Juegos Olímpicos \| Derlys Ramón Ayala \| 2:13:41 \| Medalla de plata, Juegos Olímpicos \| \| \| \| 2018 \| Medalla de bronce, Juegos Olímpicos \| Nelson Ito \| 2:16:29 \| Medalla de bronce, Juegos Olímpicos \| \| \| \| 2019 \| Medalla de oro, Juegos Olímpicos \| Derlys Ramón Ayala \| 2:10:27 \| Medalla de oro, Juegos Olímpicos \| Marcela Cristina Gómez \| 2:34:52 \| \| 2019 \| Medalla de plata, Juegos Olímpicos \| Eulalio Muñoz \| 2:12:23 \| Medalla de plata, Juegos Olímpicos \| Chiara Milena Mainetti \| 2:35:44 \| \| 2019 \| Medalla de bronce, Juegos Olímpicos \| Miguel Ángel Barzola \| 2:15:17 \| Medalla de bronce, Juegos Olímpicos \| María Fátima Vázquez \| 2:44:19 \| \| 2022 \| Medalla de oro, Juegos Olímpicos \| \| \| Medalla de oro, Juegos Olímpicos \| \| \| \| 2022 \| Medalla de plata, Juegos Olímpicos \| \| \| Medalla de plata, Juegos Olímpicos \| \| \| \| 2022 \| Medalla de bronce, Juegos Olímpicos \| \| \| Medalla de bronce, Juegos Olímpicos \| \| \| \| 2024 \| Medalla de oro, Juegos Olímpicos \| Derlys Ramón Ayala \| 2:18:43 \| Medalla de oro, Juegos Olímpicos \| Chiara Milena Mainetti \| 2:34:50 \| \| 2024 \| Medalla de plata, Juegos Olímpicos \| Pedro Luis Gómez \| 2:21:14 \| Medalla de plata, Juegos Olímpicos \| María Fátima Vázquez \| 2:46:05 \| \| 2024 \| Medalla de bronce, Juegos Olímpicos \| Ferdinan Cereceda Rodriguez \| 2:23:40 \| Medalla de bronce, Juegos Olímpicos \| Marcela Cristina Gómez \| 2:46:09 \| |                                     |                             |         |                                     |                        |         |
| Año | Puesto                              | Vencedor                    | Tiempo  | Puesto                              | Vencedora              | Tiempo  |
| 2009 | Medalla de oro, Juegos Olímpicos    | Marco Antônio Pereira       | 2:17:56 | Medalla de oro, Juegos Olímpicos    | Sirlene Sousa de Pinho | 2:38:08 |
| 2009 | Medalla de plata, Juegos Olímpicos  | Oscar Cortínez              | 2:20:06 | Medalla de plata, Juegos Olímpicos  | Natalia Romero         | 2:44:31 |
| 2009 | Medalla de bronce, Juegos Olímpicos | José Ramón Romero           | 2:23:23 | Medalla de bronce, Juegos Olímpicos | Andrea Graciano        | 2:46:00 |
| 2013 | Medalla de oro, Juegos Olímpicos    | Eliezer de Jesus Santos     | 2:19:04 | Medalla de oro, Juegos Olímpicos    | Rosa Alva Chacha       | 2:42:57 |
| 2013 | Medalla de plata, Juegos Olímpicos  | Darío Rios                  | 2:20:56 | Medalla de plata, Juegos Olímpicos  | Karina Neipán          | 2:46:47 |
| 2013 | Medalla de bronce, Juegos Olímpicos | Osvaldo Barreto             | 2:32:26 | Medalla de bronce, Juegos Olímpicos | Laura Bazallo          | 2:49:53 |
| 2018 | Medalla de oro, Juegos Olímpicos    | Cristhian Pacheco           | 2:11:19 | Medalla de oro, Juegos Olímpicos    | Rosa Alva Chacha       | 2:35:29 |
| 2018 | Medalla de plata, Juegos Olímpicos  | Derlys Ramón Ayala          | 2:13:41 | Medalla de plata, Juegos Olímpicos  |                        |         |
| 2018 | Medalla de bronce, Juegos Olímpicos | Nelson Ito                  | 2:16:29 | Medalla de bronce, Juegos Olímpicos |                        |         |
| 2019 | Medalla de oro, Juegos Olímpicos    | Derlys Ramón Ayala          | 2:10:27 | Medalla de oro, Juegos Olímpicos    | Marcela Cristina Gómez | 2:34:52 |
| 2019 | Medalla de plata, Juegos Olímpicos  | Eulalio Muñoz               | 2:12:23 | Medalla de plata, Juegos Olímpicos  | Chiara Milena Mainetti | 2:35:44 |
| 2019 | Medalla de bronce, Juegos Olímpicos | Miguel Ángel Barzola        | 2:15:17 | Medalla de bronce, Juegos Olímpicos | María Fátima Vázquez   | 2:44:19 |
| 2022 | Medalla de oro, Juegos Olímpicos    |                             |         | Medalla de oro, Juegos Olímpicos    |                        |         |
| 2022 | Medalla de plata, Juegos Olímpicos  |                             |         | Medalla de plata, Juegos Olímpicos  |                        |         |
| 2022 | Medalla de bronce, Juegos Olímpicos |                             |         | Medalla de bronce, Juegos Olímpicos |                        |         |
| 2024 | Medalla de oro, Juegos Olímpicos    | Derlys Ramón Ayala          | 2:18:43 | Medalla de oro, Juegos Olímpicos    | Chiara Milena Mainetti | 2:34:50 |
| 2024 | Medalla de plata, Juegos Olímpicos  | Pedro Luis Gómez            | 2:21:14 | Medalla de plata, Juegos Olímpicos  | María Fátima Vázquez   | 2:46:05 |
| 2024 | Medalla de bronce, Juegos Olímpicos | Ferdinan Cereceda Rodriguez | 2:23:40 | Medalla de bronce, Juegos Olímpicos | Marcela Cristina Gómez | 2:46:09 |

| \| Año \| Puesto \| Vencedor \| Tiempo \| Puesto \| Vencedora \| Tiempo \| \| ---- \| ----------------------------------- \| ------------------------- \| ------- \| ----------------------------------- \| ------------------------ \| ------- \| \| 2010 \| Medalla de oro, Juegos Olímpicos \| Claudir Rodrigues \| 2:17:31 \| Medalla de oro, Juegos Olímpicos \| Rosa Alva Chacha \| 2:37:17 \| \| 2010 \| Medalla de plata, Juegos Olímpicos \| Adriano Bastos \| 2:17:41 \| Medalla de plata, Juegos Olímpicos \| Rosangela Pereira Faria \| 2:39:09 \| \| 2010 \| Medalla de bronce, Juegos Olímpicos \| Marcos Alexandre Elias \| 2:18:28 \| Medalla de bronce, Juegos Olímpicos \| Natalia Romero \| 2:41:09 \| \| 2017 \| Medalla de oro, Juegos Olímpicos \| Antonio Wilson Sousa Lima \| 2:17:42 \| Medalla de oro, Juegos Olímpicos \| Andreia Aparecida Hessel \| 2:39:38 \| \| 2017 \| Medalla de plata, Juegos Olímpicos \| Marco Antonio Erazo \| 2:23:02 \| Medalla de plata, Juegos Olímpicos \| María Luján Urrutia \| 2:46:51 \| \| 2017 \| Medalla de bronce, Juegos Olímpicos \| Laurindo Nunes Neto \| 2:32:06 \| Medalla de bronce, Juegos Olímpicos \| Rosa Romero \| 2:51:18 \| |                                     |                           |         |                                     |                          |         |
| Año | Puesto                              | Vencedor                  | Tiempo  | Puesto                              | Vencedora                | Tiempo  |
| 2010 | Medalla de oro, Juegos Olímpicos    | Claudir Rodrigues         | 2:17:31 | Medalla de oro, Juegos Olímpicos    | Rosa Alva Chacha         | 2:37:17 |
| 2010 | Medalla de plata, Juegos Olímpicos  | Adriano Bastos            | 2:17:41 | Medalla de plata, Juegos Olímpicos  | Rosangela Pereira Faria  | 2:39:09 |
| 2010 | Medalla de bronce, Juegos Olímpicos | Marcos Alexandre Elias    | 2:18:28 | Medalla de bronce, Juegos Olímpicos | Natalia Romero           | 2:41:09 |
| 2017 | Medalla de oro, Juegos Olímpicos    | Antonio Wilson Sousa Lima | 2:17:42 | Medalla de oro, Juegos Olímpicos    | Andreia Aparecida Hessel | 2:39:38 |
| 2017 | Medalla de plata, Juegos Olímpicos  | Marco Antonio Erazo       | 2:23:02 | Medalla de plata, Juegos Olímpicos  | María Luján Urrutia      | 2:46:51 |
| 2017 | Medalla de bronce, Juegos Olímpicos | Laurindo Nunes Neto       | 2:32:06 | Medalla de bronce, Juegos Olímpicos | Rosa Romero              | 2:51:18 |

## Estadísticas

### Vencedores por país
| País      | Victorias | Último vencedor                |
| --------- | --------- | ------------------------------ |
| Kenia     | 12        | Bethwell Biwott Yegon en 2024  |
| Argentina | 11        | Mariano Mastromarino en 2014   |
| Brasil    | 8         | Geovanni de Jesus en 2006      |
| Bolivia   | 1         | Héctor Garibay en 2021         |
| Etiopía   | 1         | Siraj Gena Anda en 2016        |
| Tanzania  | 1         | Mohamed Msenduki Ikoki en 2009 |
| Marruecos | 1         | Abdelhakim Fathi en 2008       |
| Colombia  | 1         | Juan Carlos Cardona en 2007    |
| Uruguay   | 1         | Néstor García en 2000          |
| Perú      | 1         | José Castillo en 1997          |
| Portugal  | 1         | Antonio Costa en 1992          |

| País      | Victorias | Última vencedora                 |
| --------- | --------- | -------------------------------- |
| Argentina | 16        | Florencia Borelli en 2021        |
| Brasil    | 8         | Sirlene de Pinho en 2009         |
| Kenia     | 7         | Rodah Jepkorir Tanui en 2023     |
| Etiopía   | 3         | Yenenesh Tilakun Dinkesa en 2024 |
| Chile     | 2         | Érika Olivera en 1995            |
| Baréin    | 1         | Lishan Dula Gemgchu en 2016      |
| Ecuador   | 1         | Rosa Alva Chacha en 2010         |

### Vencedores múltiples
| Atleta               | País      | Categoría | Victorias | Años                   |
| -------------------- | --------- | --------- | --------- | ---------------------- |
| Sandra Torres        | Argentina | F         | 4         | 1999, 2001, 2006, 2008 |
| Lucy Karimy          | Kenia     | F         | 3         | 2012, 2013, 2014       |
| Rodah Jepkorir Tanui | Kenia     | F         | 3         | 2019, 2022, 2023       |
| Oscar Cortínez       | Argentina | M         | 2         | 2003, 2004             |
| Geovanni de Jesus    | Brasil    | M         | 2         | 2005, 2006             |
| Luis Carlos Ramos    | Brasil    | M         | 2         | 1998, 1999             |
| Toribio Gutiérrez    | Argentina | M         | 2         | 1991, 1993             |
| Verónica Páez        | Argentina | F         | 2         | 2003, 2004             |
| Nercy da Freitas     | Brasil    | F         | 2         | 1996, 1998             |

### Top 10 de corredores por tiempo
| Puesto | Corredor                 | País  | Año  | Tiempo  |
| ------ | ------------------------ | ----- | ---- | ------- |
| 1      | Evans Kiplagat Chebet    | Kenia | 2019 | 2:05:00 |
| 2      | Reuben Kipop Kipyego     | Kenia | 2019 | 2:05:18 |
| 3      | Saina Kipkemboi          | Kenia | 2018 | 2:05:20 |
| 4      | Daniel Kipkore Kibet     | Kenia | 2019 | 2:06:52 |
| 5      | Victor Kipchirchir       | Kenia | 2022 | 2:07:05 |
| 6      | Cornelius Kibet Kiplagat | Kenia | 2023 | 2:08:29 |
| 7      | Bethwell Biwott Yegon    | Kenia | 2024 | 2:09:04 |
| 8      | Isaac Kipkemboi Too      | Kenia | 2024 | 2:09:18 |
| 9      | Barnabas Kiptum          | Kenia | 2018 | 2:09:18 |
| 10     | Edwin Kibet Kiptoo       | Kenia | 2022 | 2:09:32 |

| Puesto | Corredora                | País    | Año  | Tiempo  |
| ------ | ------------------------ | ------- | ---- | ------- |
| 1      | Rodah Jepkorir Tanui     | Kenia   | 2023 | 2:24:52 |
| 2      | Sharon Jemutai Cherop    | Kenia   | 2023 | 2:24:56 |
| 3      | Yenenesh Tilakun Dinkesa | Etiopía | 2024 | 2:27:15 |
| 4      | Pamela Rotich            | Kenia   | 2023 | 2:27:37 |
| 5      | Kasu Bitew Lemeneh       | Etiopía | 2018 | 2:28:00 |
| 6      | Aamelamal Birara Tagel   | Etiopía | 2023 | 2:28:08 |
| 7      | Vivian Jerono Kiplagat   | Kenia   | 2018 | 2:29:03 |
| 8      | Caroline Jepchirchir     | Kenia   | 2024 | 2:30:26 |
| 9      | Demissie Gadise Mulu     | Etiopía | 2019 | 2:30:31 |
| 10     | Abeba Gebrene            | Etiopía | 2015 | 2:30:33 |

### Progresión del récord del circuito
| Progresión del récord del circuito | Progresión del récord del circuito | Progresión del récord del circuito |
| Fecha                              | Atleta                             | Tiempo (h:m:s)                     |
| ---------------------------------- | ---------------------------------- | ---------------------------------- |
| 29 de septiembre de 1984           | Rubén Aguiar                       | 2:21:27                            |
| 12 de octubre de 1986              | Raimundo Manquel                   | 2:21:10                            |
| 5 de julio de 1987                 | Jorge Yeber                        | 2:18:28                            |
| 2 de octubre de 1988               | Valmir de Carvalho                 | 2:16:55                            |
| 17 de septiembre de 1989           | Juan Pablo Juárez                  | 2:16:03                            |
| 25 de septiembre de 1994           | Antonio Clair Wathier              | 2:14:02                            |
| 11 de octubre de 2009              | Mohamed Msenduki Ikoki             | 2:13:55                            |
| 9 de octubre de 2011               | Simon Kariuk Njoroke               | 2:10:24                            |
| 15 de octubre de 2017              | Barnabas Kiptum                    | 2:09:43                            |
| 23 de septiembre de 2018           | Saina Emmanuel Kipkemboi           | 2:05:20                            |
| 22 de septiembre de 2019           | Evans Chebet                       | 2:05:00                            |

### Finalistas
| Año  | Total  | Por categoría | Por categoría | Por nacionalidad | Por nacionalidad |
| Año  | Total  | Masculino     | Femenina      | Argentinos       | Extranjeros      |
| ---- | ------ | ------------- | ------------- | ---------------- | ---------------- |
| 2024 | 12.832 | 8.828         | 4.004         | 12.000           | 832              |
| 2023 | 9.510  | 7.037         | 2.473         | 8.976            | 534              |
| 2022 | 7.573  | 5.582         | 1.991         | 7.148            | 425              |
| 2021 | 2.713  | 2.194         | 519           | 2.697            | 16               |
| 2019 | 8.648  | 6.316         | 2.332         | 6.317            | 2.331            |
| 2018 | 7.045  | 5.136         | 1.909         | 5.547            | 1.498            |
| 2017 | 8.033  | 5.923         | 2.110         | 5.683            | 2.350            |
| 2016 | 9.271  | 7.106         | 2.165         | 7.582            | 1.689            |
| 2015 | 8.760  | 6.804         | 1.956         | 6.779            | 1.981            |
| 2014 | 7.989  | 6.265         | 1.724         | 6.021            | 1.968            |
| 2013 | 7.275  | 5.773         | 1.502         | 5.671            | 1.604            |
| 2012 | 6.315  | 5.154         | 1.161         | 4.805            | 1.510            |
| 2011 | 5.617  | 4.370         | 1.047         | 4.959            | 658              |
| 2010 | 5.094  | 4.234         | 860           | 3.822            | 1.272            |
| 2009 | 3.684  | 3.204         | 480           | 3.194            | 490              |
| 2008 | 3.387  | 2.939         | 448           | 2.706            | 681              |
| 2007 | 3.167  | 2.733         | 434           |                  |                  |
| 2006 | 2.511  |               |               |                  |                  |

## Organización, patrocinio y auspicio
En sus inicios la carrera era organizada por la marca deportiva Adidas. Desde principios de los años 2000 es organizada por la Asociación de Carreras y Maratones Ñandú, contando con la fiscalización de la Confederación Argentina de Atletismo (CADA) y la Federación Atlética Metropolitana (FAM).
La competencia es patrocinada por la CADA y la FAM en conjunto con la Asociación Internacional de Federaciones de Atletismo (IAAF) y la Asociación de Maratones Internacionales y Carreras de Distancia (AIMS).
Su principal auspiciante fue Adidas hasta el año 2015, quien continua como auspiciante deportivo y diseñando la indumentaria oficial de la carrera. En años posteriores ha sido auspiciada por Banco Ciudad, las compañías de telecomunicaciones Telecom Argentina y Personal y por el Grupo Provincia.
Otros auspiciantes de sus diferentes ediciones han sido Clarín y Olé como media partners, y marcas como Gatorade, AXION Energy, Garmin, Emergencias, Air France, Tropical Argentina, Bodega Santa Julia, Piero, Play Patagonia, Sierra de los Padres, Ena, Granix, Pro Run, Basani y Freddo, entre otras. Cuenta además con el apoyo de Buenos Aires Ciudad y Buenos Aires 2018.
El maratón de Buenos Aires cuenta a su vez desde 2016 con un convenio de cooperación y promoción conjunta con el maratón de Roma en actividades culturales y deportivas, facilitando además la participación de corredores de Argentina e Italia en ambas carreras.

## Controversias
La organización del maratón y medio maratón de Buenos Aires por parte de la Fundación Ñandú ha generado varias controversias, especialmente en relación con su estructura financiera y su cercanía con el gobierno de la Ciudad de Buenos Aires. Inicialmente una asociación civil, Ñandú fue adquirida en 2013 por Ricardo Roa y otros directivos del diario Clarín, quienes la transformaron en una empresa. Esto ha levantado sospechas de irregularidades financieras, pues aunque oficialmente es una asociación sin fines de lucro, sus ingresos anuales son millonarios, alcanzando solo en 2024 los tres mil millones de pesos en concepto de inscripciones, patrocinios, y otros cargos adicionales.
Una denuncia presentada por el diputado Rodolfo Tailhade sugiere que la estructura legal de Ñandú y su operadora de inscripciones, Ticketear, están diseñadas para eludir regulaciones financieras, y ha solicitado que se investigue un posible lavado de activos. El cuestionamiento se amplía debido a que el Gobierno de la Ciudad de Buenos Aires (GCBA) aporta recursos logísticos y financiamiento sin recibir ingresos proporcionales, lo cual Tailhade considera un conflicto de intereses que debería investigarse para evaluar la implicación de altos funcionarios y administraciones actuales y anteriores del GCBA.    

## Galería

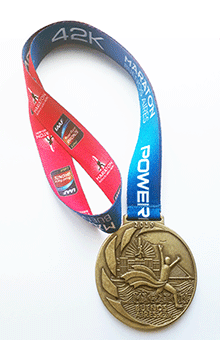
Medalla de finalista edición 2019.
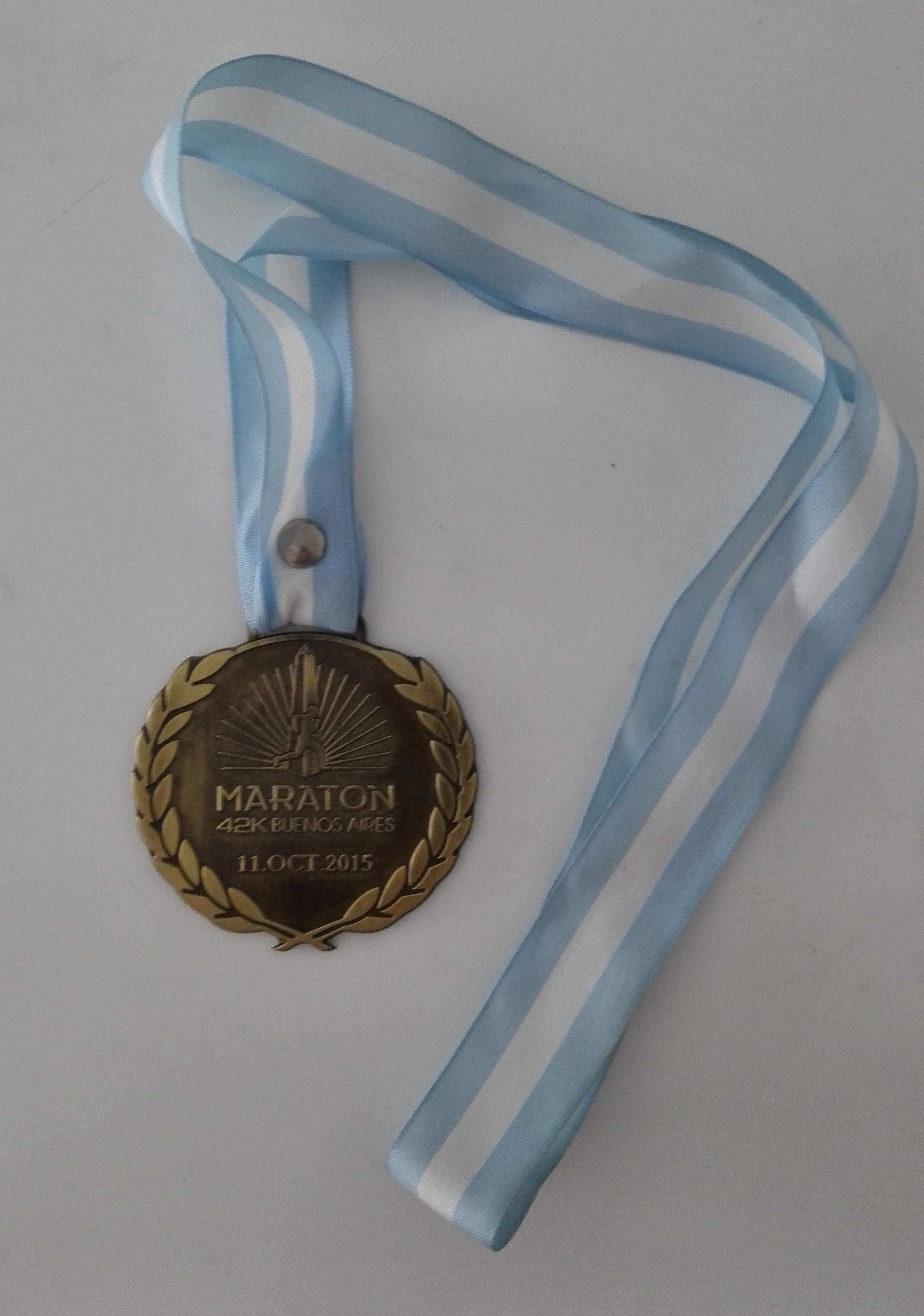
Medalla de finalista edición 2015.